# Liebenthal (Heiligengrabe)
Liebenthal ist ein Ortsteil der Gemeinde Heiligengrabe im Landkreis Ostprignitz-Ruppin in Brandenburg.

## Geographie
Die A 24 verläuft in geringer Entfernung vom östlichen Ortsrand.